# Kapilavasztu

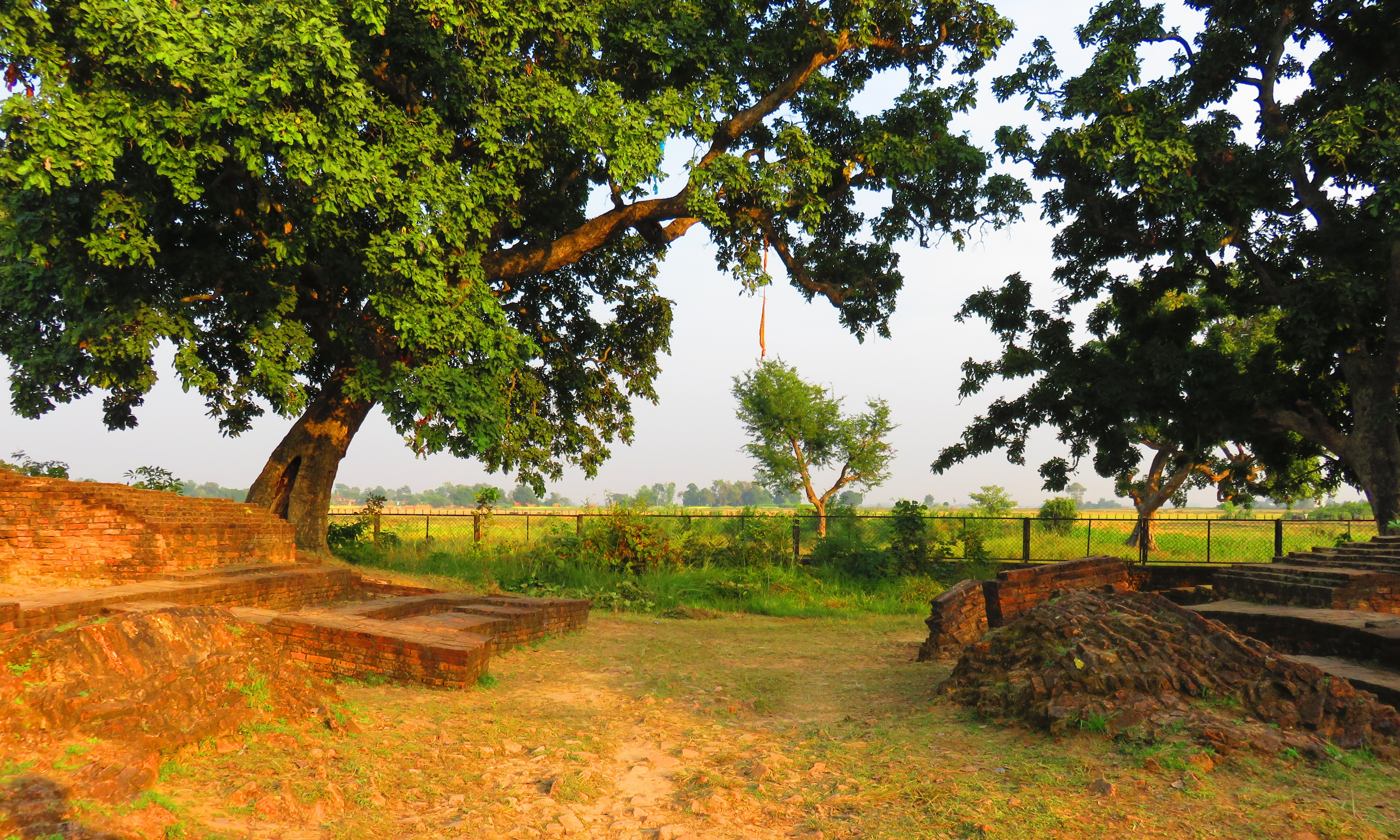
Suddhódana palotájának keleti kapuja Tilaurakotban. Úgy tartják, hogy Sziddhártha herceg ezen a kapun át hagyta el a királyi palotát 29 éves korában.

Kapilavasztu (nepáli: कपिलवस्तु, páli: Kapilavatthu), korábban Taulihava, a Kapilvasztu körzet központja a dél-nepáli Lumbini zónában. Mintegy 25 km-re fekszik Lumbini városától északnyugatra, amely UNESCO világörökségi helyszín, és amelyről széles körben úgy tartják, hogy Gautama Buddha szülőhelye.
A település a tengerszint feletti 107 méteren helyezkedik el Nepál déli határán, az indiai Uttar Prades állammal mellett. Az indiai és nepáli állampolgárok a határátkelőn szabadon átjárhatnak, csupán vámkötelezettségük van.
Az ősi Indiában Kapilavasztu volt egy időben a Sákja királyság fővárosa. A hagyományok szerint itt élt Suddhódana király és Májá déví királynő és itt nőtt fel Gautama Sziddhártha herceg – a későbbi történelmi Buddha, aki négy gondolatébresztő látvány következtében – 29 éves korában elhagyta a fényűző palotát és a spirituális utat választotta.
Kapilavasztu lakossága a 2001-es nepáli népszámláláskor 27 170 fő volt.

## Története
A buddhista források szerint Kapila egy közismert védikus bölcs volt és az ő tanítványai építették Kapilavasztu városát. Egyes buddhista szövegek, mint például a páli kánon, szerint Kapilavasztuban nőtt fel Gautama Sziddhártha, amely a Sákják fővárosa volt.

## Történelmi helyszínek
Kapilavasztuban illetve a közelében több történelmi helyszín található. Ezek közé tartoznak a következő helyszínek:
- Amaulikot
- Arourakot Darbar
- Bardahava
- Bargadava sztúpa
- Bikulikot
- Derva sztúpa
- Dohanikot
- Gotihava, Kakuszandha Buddha szülőhelye, amelyet Asóka egyik oszlopa jelöli
- Dzsagdispur rezervátum
- Kanthak sztúpa
- Kapilvasztu múzeum
- Kopava sztúpa
- Kudan (egy Buddhist kolostor romjai, ahol Buddha megszállt, amikor Kapilavasztuba látogatott)
- Lohaszarija sztúpa
- Lumbini, Gautama Buddha szülőhelye
- Nigalikot, Konágamana Buddha szülőhelye, amelyet Asóka egyik oszlopa jelöli
- Paltimai templom
- Pipara sztúpa
- Pipari
- Premnagar sztúpa
- Rampur Sziddhipur sztúpa
- Szagarahava rezervátum
- Szarkup Pokhari
- Szemara Siv Mandir
- Szihokhor sztúpa
- Sziszenija sztúpa
- Taulesvor Nath Mandir (Srí Taulesvor Nath Mandir) hindu templom, ahova hinduk zarándokolnak a Mahá sivaratri fesztivál idején.[7]
- Tilaurakot
- Ikersztúpa